# Voiture Corail
Pour les articles homonymes, voir Corail (homonymie).
Les voitures Corail sont des voitures voyageurs de la SNCF, mises en service entre 1975 et 1989.
Le nom de baptême « Corail », qui s'applique aussi aux trains composés de ces voitures, est un mot-valise formé de « confort » et « rail ». Ce nom popularisé par la publicité évoque également la couleur orange vif des portières qui caractérisait la première livrée de ces voitures.
Leur livrée d'origine, gris clair avec bande des baies gris sombre et portes colorées en orange, tranchait avec le « vert wagon » des générations précédentes. Elles se caractérisent par la généralisation de la climatisation, leurs qualités de confort, de suspension et d’insonorisation, ainsi que de roulement (équipement d'anti-enrayeurs sur toutes les voitures et aptitude aux 160 km/h et 200 km/h). Leur mise en service massive, à près de 4 000 exemplaires, a permis un grand bond en qualité de service[réf. souhaitée] aux voyageurs de la SNCF.
À l'origine destinées aux trains des grandes lignes, plusieurs exemplaires ont également été affectés aux services de TER. La plupart des réseaux européens ont acquis du matériel identique aux voitures Corail (Portugal, Roumanie) ou inspiré d’elles (Suisse, Autriche, etc.). Les trains de nuit, Intercités de nuit (anciennement Lunéa), sont aussi composés de voitures Corail.
Ces voitures ont connu deux rénovations : Corail Plus dès 1995 puis Téoz à partir des années 2000. Certaines voitures affectées aux services TER ont été rénovées par les Conseils régionaux. Depuis 2012, toutes les voitures Lunéa et Téoz ressortant d’atelier sont vêtues de la livrée Carmillon.
Même si une part importante de ces voitures est toujours en service dans les années 2020, les plus anciennes ont été retirées du parc de la SNCF. Pour les trains diurnes, elles sont progressivement remplacées par du matériel automoteur : Coradia Liner, Regio 2N, Oxygène.

## Construction
Les voitures Corail sont imaginées et dessinées par le designer Roger Tallon. Elles sont construites principalement par la Société franco-belge de matériel de chemins de fer (absorbée par Alsthom en 1982), à Raismes, dans le département du Nord. Alsthom a également participé au programme en assurant la finition des voitures de seconde classe et des voitures-bar et a aussi concédé l'autorisation de construction à la société Sorefame pour la version portugaise.
Les voitures Corail bénéficient d'un type de bogie spécialement développé : le bogie Y 32.

## Utilisation

### Historique
Alors qu'à l'origine, elles assuraient toutes les liaisons à longue distance de la SNCF, leur périmètre d'utilisation se restreint et leurs parcours se réduisent avec le développement des TGV. En juin 1975, les trains Paris Austerlitz - Bordeaux-Saint-Jean furent les tout premiers trains grandes lignes à être assurés par des voitures Corail, en France. Et furent progressivement déployés tout d'abord sur les principaux axes de grandes lignes au départ reliant Paris aux principales villes françaises, comme Bordeaux, Toulouse, Montpellier, Lyon, Marseille, Nice, Strasbourg, Lille, Brest, Nantes, avant de se généraliser sur quasiment tous les grands axes « classiques », y compris des villes petites et moyennes. Leur arrivée a permis d'éliminer, par décalage, les voitures héritées des anciennes compagnies (Nord, Est, Midi, Ouest, PLM), jusqu'au milieu des années 1980, voitures remplacées par les UIC et USI. Elles sont également utilisées pour des axes de grandes lignes tranversaux dits province-province comme Bordeaux-Marseille-Nice, Bordeaux-Clermont-Ferrand-Lyon, Lille-Strasbourg, Lyon-Strasbourg, Lyon-Metz, Lyon-Marseille, Nice-Strasbourg, Lille-Rouen, ou Toulouse-Bordeaux-Nantes.
Elles sont exploitées pour certaines relations de TER ou du réseau Intercités, notamment les lignes Interloire Orléans – Tours – Nantes et Nantes – Tours – Lyon, la ligne Aqualys Paris – Orléans – Tours, les TER 200 en Alsace, ou, pour les trains « Un jour à la mer », de Paris vers Le Tréport.
Le nom Corail a été revalorisé avec la création d'un réseau Intercités, regroupant des grandes lignes classiques, telles Paris – Compiègne – Saint-Quentin – Cambrai, Paris – Compiègne – Saint-Quentin – Maubeuge, Quimper – Nantes – Bordeaux, Paris – Amiens – Abbeville – Boulogne.
Ces voitures sont aussi utilisées, sous le nom d'Intercités Normandie, dans les relations Paris – Caen – Cherbourg et Paris – Lisieux – Trouville-Deauville avec les 150 voitures rénovées en 2007, et, depuis 2010 grâce à une nouvelle tranche, pour les trains Paris – Rouen – Le Havre et Paris – Rouen – Dieppe. Depuis 2003, elles circulent, après avoir été rénovées, sur les lignes Paris – Limoges – Brive – Toulouse, Bordeaux – Toulouse – Montpellier – Marseille – Toulon – Nice et Paris – Clermont-Ferrand, assurées par des rames Téoz dans l'attente, incertaine, du TGV.

### Récente
Bien que certaines voitures fussent rénovées, plusieurs étaient retirées du service par ces régions suivantes :
En 2014, la région Bourgogne passe commande de 13 Regio 2N pour la relation Paris-Dijon-Lyon en remplacement des rames Corail, avant d'annuler sa commande à la suite du retrait de l'aide de l'État, expliquant préférer la rénovation de son parc de voitures Corail. En janvier 2019, la région décide finalement de commander 16 rames Régiolis afin de remplacer toutes les rames Corail réversibles et les BB7200R associées.
- Paris-Gare-de-Lyon / Paris-Bercy – Melun – Laroche - Migennes (BB 7200 et Corail réversible, TER Bourgogne-Franche-Comté) jusqu’au 9 décembre 2023 ;
- Paris-Gare-de-Lyon / Paris-Bercy – Dijon – Lyon (BB 7200 et Corail réversible, TER Bourgogne-Franche-Comté) jusqu’au 9 décembre 2023.

En outre, les rames Omneo Premium (version Intercités de la plateforme Regio 2N) seront livrées dès 2019[Passage à actualiser], pour circuler sur les liaisons suivantes :
- Paris-Saint-Lazare – Rouen – Le Havre, jusqu’en 2021 ;
- Paris-Saint-Lazare – Caen – Cherbourg.

La région Hauts-de-France, désormais autorité organisatrice des anciens intercités à destination du nord de la France, a commandé un matériel similaire à Bombardier, qui circulera pour les lignes suivantes, lorsque la Normandie recevra l'intégralité de sa commande :
- Paris-Nord – Saint-Quentin : jusqu’au 6 juillet 2024 ;
- Paris-Nord – Amiens : jusqu’au 6 juillet 2024 ;
- Paris-Nord – Amiens - Boulogne - Calais : jusqu’au 19 décembre 2019 ;
- Paris-Nord – Compiègne jusqu’au 13 janvier 2022 ;
- Paris-Nord – Crépy-en-Valois – Laon (BB 67400 et Corail remplacés en 2015 par des Régiolis B84500).

La région Centre Val-de-Loire, qui a récupéré au 1er janvier 2019 la gestion des lignes suivantes, a également passé des commandes de trains Omnéo Premium, afin de remplacer toutes les rames Corail subsistantes et leurs locomotives. Les nouvelles rames Omnéo Premium ont déplacé les vieilles voitures en 2023 sur les lignes :
- Paris-Bercy - Montargis - Nevers : jusqu’au 15 août 2023 ;
- Paris-Austerlitz - Orléans (service Rémi Express) ;
- Paris-Austerlitz - Les Aubrais - Tours / Bourges.

À partir de 2015, de plus en plus de relations Intercités ne sont plus assurées par des rames Corail tractées au profit du matériel Coradia Liner. C'est notamment le cas des liaisons :
- Clermont-Ferrand – Nîmes (train « Le Cévenol »)[6] (matériel neuf prévu en 2018-2019) ;
- Bordeaux – La Rochelle[6] ;
- Bordeaux – Nantes[7] (BB 67400 et Corail remplacés fin 2017) ;
- Paris-Est – Belfort[8] (CC 72000 et Corail remplacés par des Coradia Liner en 2017) ;
- Paris-Nord – Boulogne-sur-Mer[6] (matériel neuf prévu en 2018-2019) ;
- Paris-Montparnasse – Granville[9],[10] ;
- Orléans – Tours – Angers – Nantes – Le Croisic aussi dit Interloire (BB 26000 et Corail remplacés par des Z21500 à compter de fin août 2017, puis par des Regio 2N V200 depuis le 9 juin 2018)[11].

### Actuelle

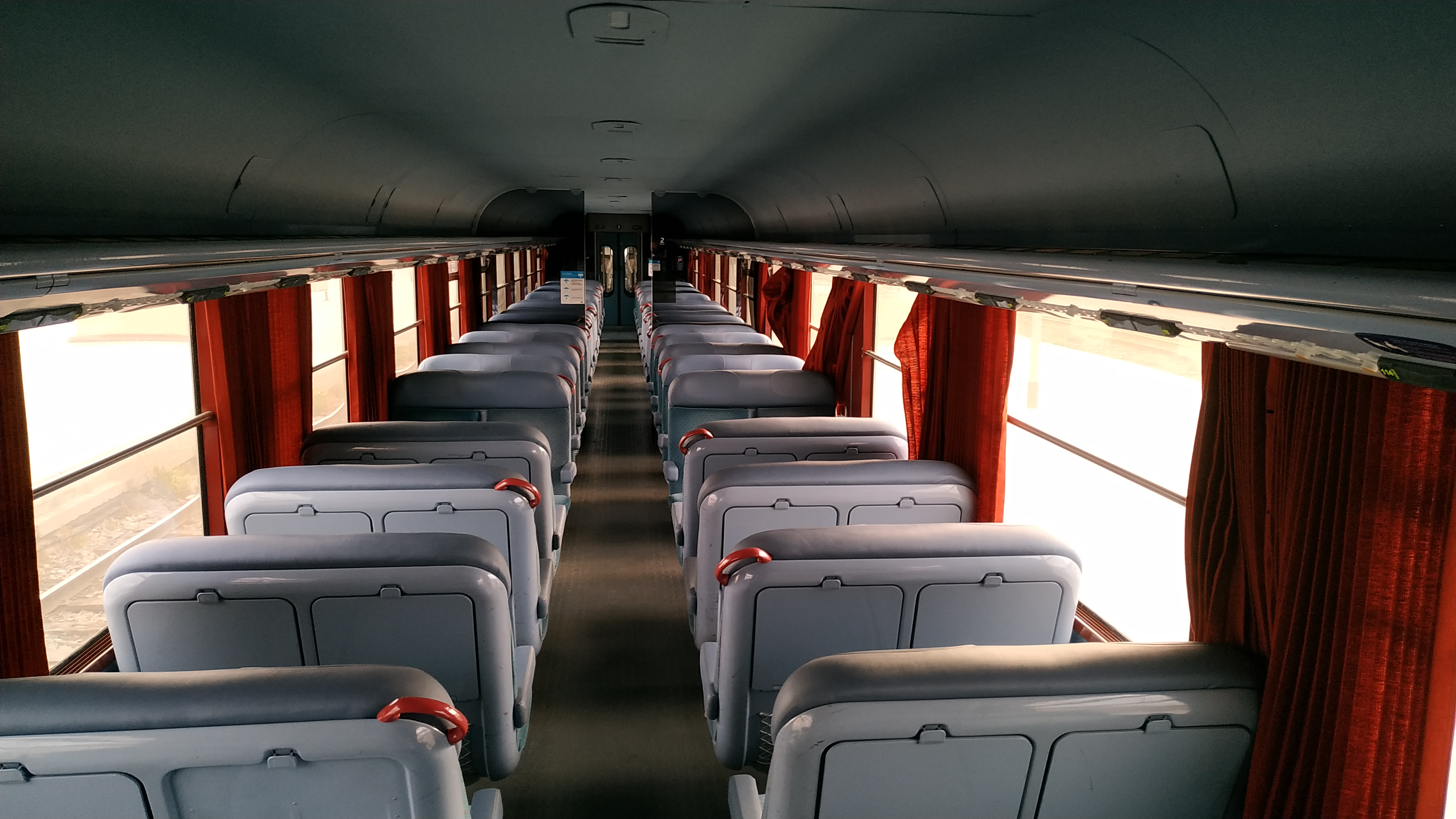
Intérieur d'une voiture Corail Vtu (ici un TER « Intervilles » Marseille – Nice).

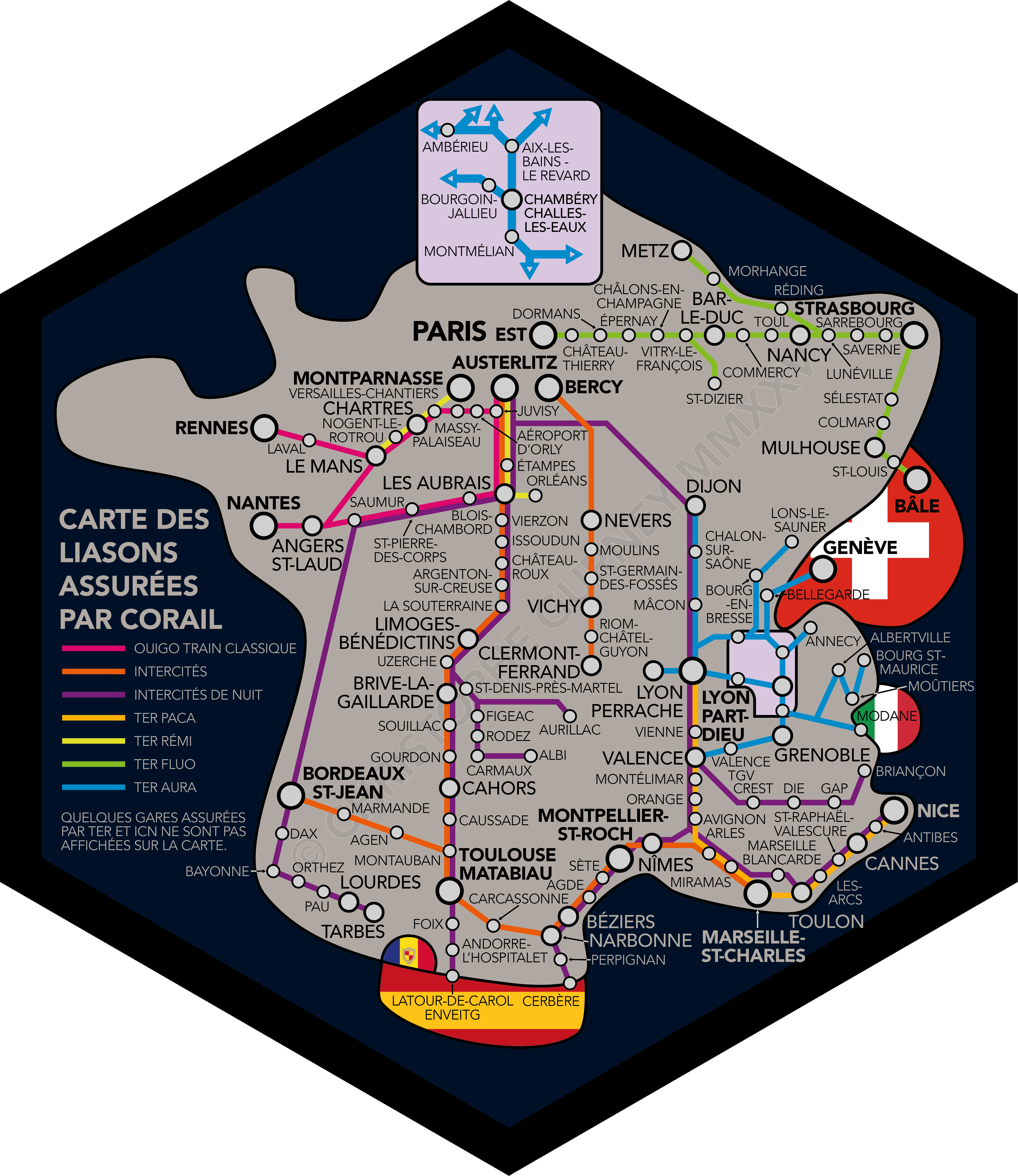
Carte tierce du réseau actuel de ces voitures.

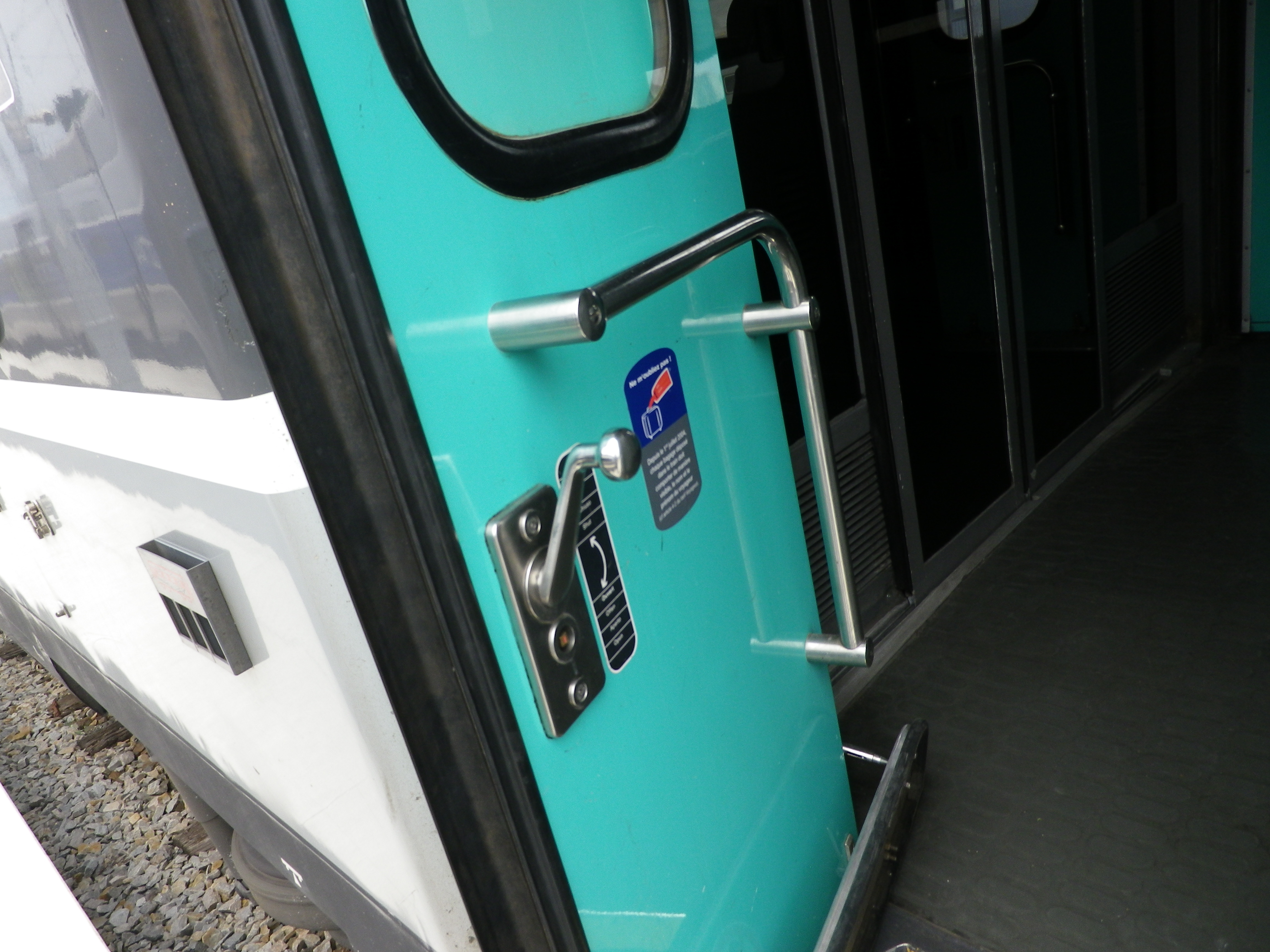
Porte des voitures Corail, vue sur poignée de porte intérieure.

Les voitures Corail, dont certaines rénovées récemment, sont utilisées actuellement pour les liaisons suivantes :
| Exploitant                     | De/Du                                      | À/Au                                                            | Locomotive                | Numéros du train |
| ------------------------------ | ------------------------------------------ | --------------------------------------------------------------- | ------------------------- | ---------------- |
| Ouigo Train Classique          | Paris-Austerlitz                           | Nantes                                                          | BB 22200                  | 407x 408x        |
| Ouigo Train Classique          | Paris-Austerlitz                           | Rennes                                                          | BB 22200                  | 409x             |
| Intercités                     | Paris-Austerlitz                           | Limoges-Bénédictins Brive-la-Gaillarde Cahors Toulouse-Matabiau | BB 7200 BB 22200 BB 26000 | 36xx             |
| Intercités                     | Bordeaux-Saint-Jean Toulouse-Matabiau      | Marseille-Saint-Charles                                         | BB 7200 BB 22200 BB 26000 | 46xx             |
| Intercités                     | Paris-Bercy                                | Clermont-Ferrand                                                | BB 26000                  | 59xx             |
| Intercités de nuit             | Paris-Austerlitz                           | Tarbes                                                          | BB 7200                   | 37xx             |
| Intercités de nuit             | Paris-Austerlitz                           | Latour-de-Carol – Enveitg                                       | BB 7200                   | 397x             |
| Intercités de nuit             | Paris-Austerlitz                           | Toulouse-Matabiau                                               | BB 7200                   | 375x             |
| Intercités de nuit             | Paris-Austerlitz                           | Rodez Albi-Ville                                                | BB 75300                  | 375x             |
| Intercités de nuit             | Paris-Austerlitz                           | Aurillac                                                        | BB 75300                  | 37xx             |
| Intercités de nuit             | Paris-Austerlitz                           | Briançon                                                        | BB 75300                  | 57xx             |
| Intercités de nuit             | Paris-Austerlitz                           | Nice-Ville                                                      | BB 26000                  | 57xx             |
| Intercités de nuit             | Paris-Austerlitz                           | Cerbère                                                         | BB 7200                   | 574x             |
| TER Provence-Alpes-Côte d'Azur | Marseille-Saint-Charles                    | Lyon-Part-Dieu                                                  | BB 22200R                 | 1770x            |
| TER Centre-Val de Loire        | Paris-Austerlitz                           | Orléans                                                         | BB 7200                   | 8605xx           |
| TER Centre-Val de Loire        | Paris-Montparnasse                         | Mans                                                            | BB 7200                   | 8625xx           |
| TER Grand Est                  | Paris-Est                                  | Strasbourg                                                      | BB 26000R                 | 8391xx           |
| TER Grand Est                  | Paris-Est                                  | Saint-Dizier                                                    | BB 26000R                 | 8391xx           |
| TER Grand Est                  | Strasbourg                                 | Sarrebourg Nancy-Ville                                          | BB 26000R                 | 830xxx 835xxx    |
| TER Grand Est                  | Strasbourg                                 | Metz-Ville                                                      | BB 26000R                 | 8303xx           |
| TER Grand Est                  | Strasbourg                                 | Bâle CFF                                                        | BB 26000R                 | 962xx            |
| TER Auvergne-Rhône Alpes       | Genève-Cornavin                            | Chambéry – Challes-les-Eaux Grenoble Valence-Ville              | BB 22200R                 | 966xx            |
| TER Auvergne-Rhône Alpes       | Annecy Chambéry – Challes-les-Eaux         | Grenoble Valence-Ville                                          | BB 22200R                 | 175xx            |
| TER Auvergne-Rhône Alpes       | Annecy Aix-les-Bains – Le Revard           | Lyon-Part-Dieu                                                  | BB 22200R                 | 179xx            |
| TER Auvergne-Rhône Alpes       | Dijon-Ville                                | Lyon-Part-Dieu                                                  | BB 7200R BB 22200R        | 177xx 178xx      |
| TER Auvergne-Rhône Alpes       | Lyon-Perrache                              | Lons-le-Saunier                                                 | BB 7200R BB 22200R        | 8959xx           |
| TER Auvergne-Rhône Alpes       | Lyon-Part-Dieu Aix-les-Bains – Le Revard   | Bourg-Saint-Maurice                                             | BB 22200R                 | 8831xx 8832xx    |
| TER Auvergne-Rhône Alpes       | Lyon-Part-Dieu Chambéry – Challes-les-Eaux | Modane                                                          | BB 7200R BB 22200R        | 8833xx 8834xx    |
| TER Auvergne-Rhône Alpes       | Lyon-Part-Dieu                             | Chambéry – Challes-les-Eaux                                     | BB 22200R                 | 185xx            |

## Variantes
Il existe deux types d'aménagement (Vtu et Vu), ainsi que des séries proches ou transformées.

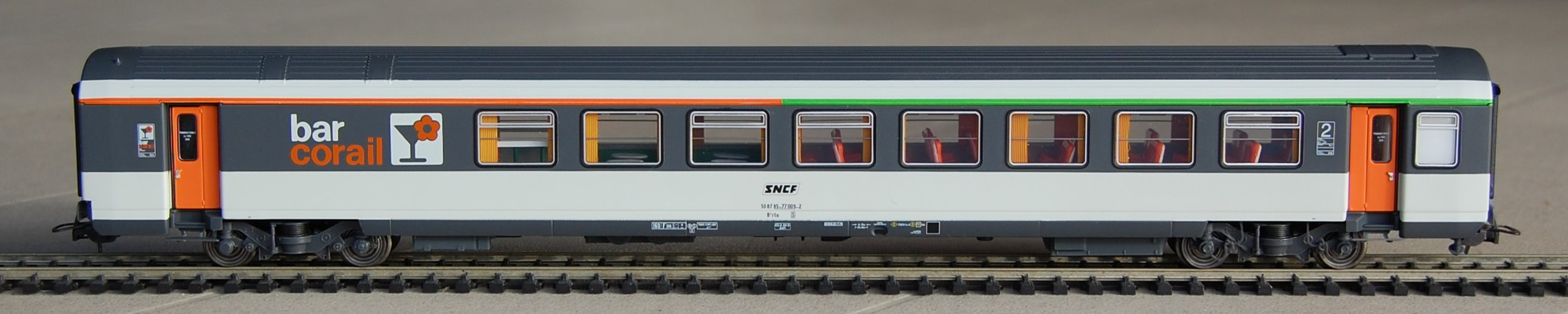
Modèle réduit de voiture-bar Vtu B^{5}rtux par LS Models.

### Vtu

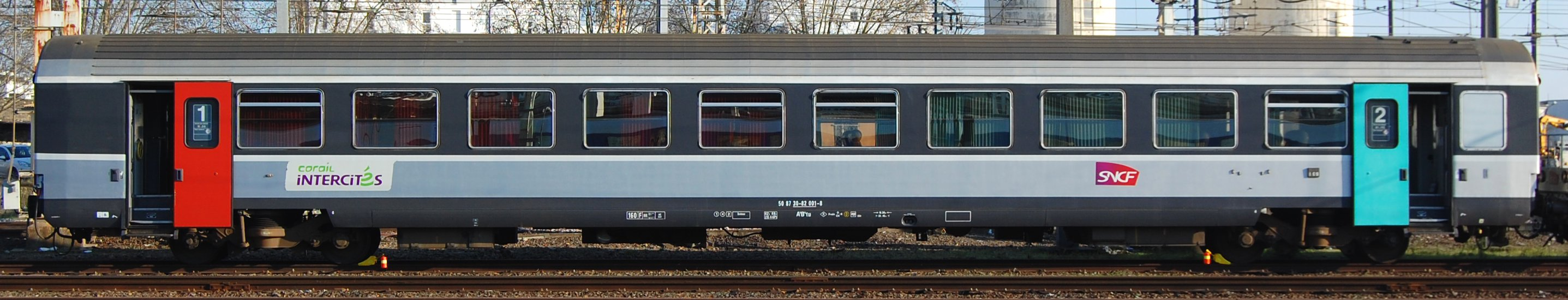
Voiture Vtu A^{5}B^{5}tu en livrée Corail + Intercités. Ces voitures se distinguent par leurs portes louvoyantes coulissantes Faiveley.

Les Vtu sont des voitures à allée centrale, à deux salles sans compartiment. Ce sont les plus nombreuses. Elles sont appelées Vtu 75, Vtu 78, Vtu 80, Vtu 82 ou Vtu 84 selon les années de leur commande. Elles sont reconnaissables aux toilettes situées à l’extrémité des voitures, au-delà des portes d’accès. Il y a, selon les diagrammes d'aménagement :
- 271 A10tu et 259 A10rtu, à 58 places de première classe,
- 100 A5B5tu, mixte (à portes louvoyantes coulissantes Faiveley),
- 220 B10tu, 1015 B11tu et 330 B11rtu, à 80 et 88 places de deuxième classe
- 120 B5rtux, la voiture-bar (44 places)
- 5 A5rt3u « nouvelle première », 2 A4rt1u bar et 2 A2rtu restaurant.

### Vu

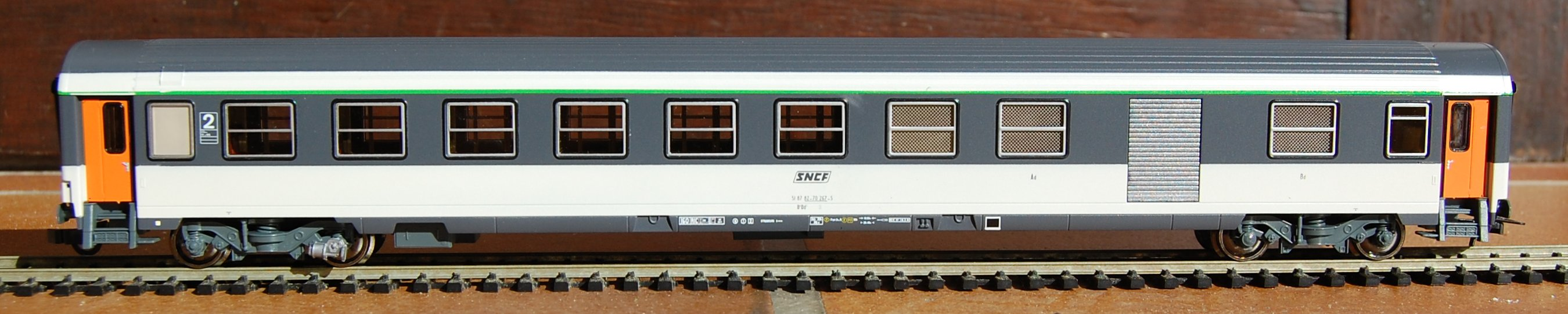
Modèle réduit de Vu mixte fourgon B^{6}Du par Roco.

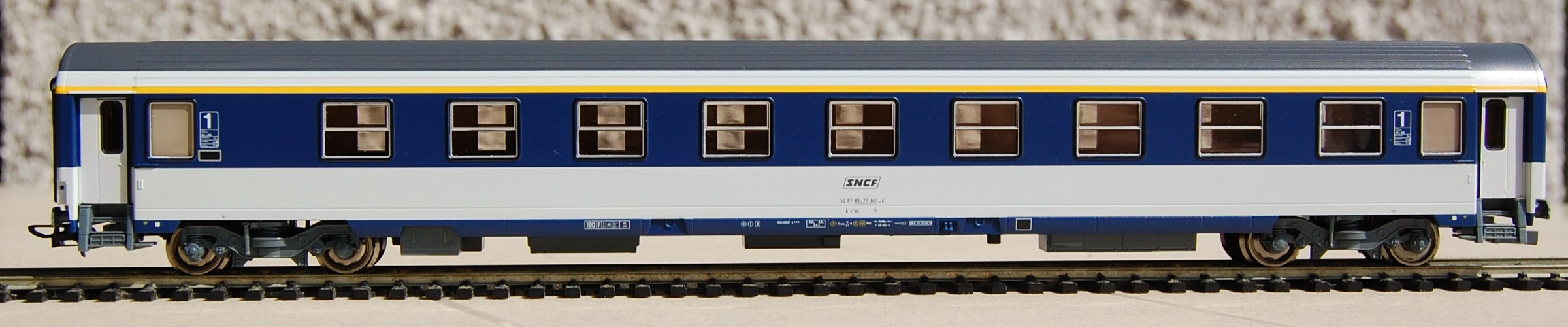
Modèle réduit de voiture-couchettes Vu A^{9}c^{9}ux par Roco.

Voitures traditionnelles à compartiments. Elles sont appelées Vu 75, 78, 80, 83, 84, 85 ou 86 selon l’année de leurs commandes. Pour les reconnaître, les portes d’accès Mielich sont situées à l’extrémité des caisses. À partir des Vu 80 la caisse est élargie à 2,867 m et pour respecter le gabarit en courbe l'empattement est raccourci à 18,4 m (caisses super larges). Selon les diagrammes d'aménagement, il existe :
- 105 A9u, 50 A10u (et même 70 A11u de première classe, transformées en B11u),
- 75 A4B6u, mixte,
- 410 B11u, à 88 places de deuxième classe (dont 70 ex A11u),
- 6 B11u, à 88 places de deuxième classe, équipées de portes louvoyantes coulissantes Faiveley au lieu des Mielich[12],
- 10 B7u, avec espace enfants,
- 120 B6Dd2 et 252 B6Du, mixtes fourgon,
- 28 voitures-pilote B6Dux,
- 105 A9c9ux et 320 B10c10ux, couchettes,
- 50 AcBcux, à couchettes commutables en 1re ou 2e classe,
- 20 B12u, voitures « Cabine 8 » à 12 compartiments de 8 sièges relax imbriqués en hauteur et entre compartiments (1986-2001)[13],
- 17 So, voitures-ambulances offrant 40 à 60 couchettes disposées longitudinalement, elles sont affectées aux trains de pèlerinage (vers Lourdes, principalement, Rome également) ou couchettes grande-capacité pour les groupes.

### Voitures transformées
- 1989-1994 : 180 B9½tu à sièges inclinables pour voyages de nuit, issues de la transformation de voitures A10tu ou A10rtu.
- 2000 : 50 B7c7ux (initialement 35 B8c8ux) issues de la transformation de voitures-couchettes B10c10ux en dédiant les compartiments d'extrémité l'un au personnel d'accompagnement, l'autre à un espace cafétéria avec deux distributeurs automatiques de boissons et aliments, puis un peu plus tard un troisième accueillant les vélos.
- 2007 à 2008 : 48 voitures-pilote B5uxh issues de la transformation de voitures B6Du.

Les voitures devenues surnuméraires du fait du développement du TGV, ont été reversées aux réseaux régionaux (TER) ou à l'exportation. C'est ainsi que des voitures rénovées du réseau Est ont été vendues d'occasion fin 2008 aux chemins de fer marocains.

### Voiture standard européenne

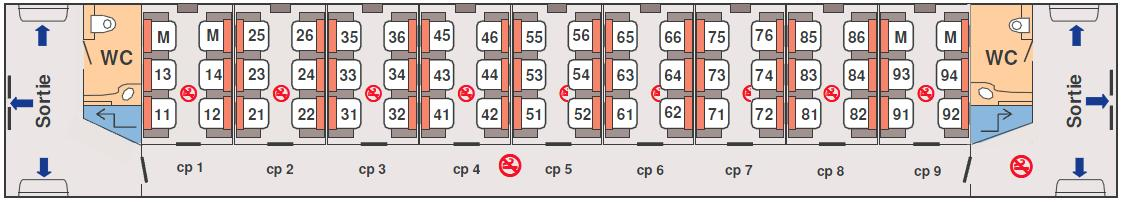
A^{9}u

Les voitures Vu sont souvent confondues avec les voitures standard européennes (VSE) qui ne sont pas à proprement parler des voitures Corail. Leurs dates de construction (1976 à 1978) et leurs caractéristiques font qu’elles en sont très proches. Les VSE sont dépourvues d'anti-enrayeur.
Les VSE de l'Eurofima sont issues d’une commande groupée de six compagnies européennes (française, allemande, belge, suisse, italienne, et autrichienne) afin d’offrir un matériel commun aux trains internationaux. À l’origine, elles devaient porter une livrée commune orange (C1) ; celles de la SNCF ont rapidement été repeintes en livrée Corail. La SNCF reçut cent VSE uniquement en version « première classe » (A9u) ; elles figurent parmi les véhicules les plus confortables en circulation. Elles se distinguent des Corail Vu par leurs portes louvoyantes, coulissantes Faiveley et par les raidisseurs de la toiture qui ne descendent pas aussi bas que ceux des Corail. Il est malaisé de distinguer leur bogies Fiat Ferroviaria Y 0270 S des bogies Y 32 des voitures Corail : des bielles d'entraînement à la place des câbles du bogie Y 32.

## Les différentes livrées

### Matériel de jour

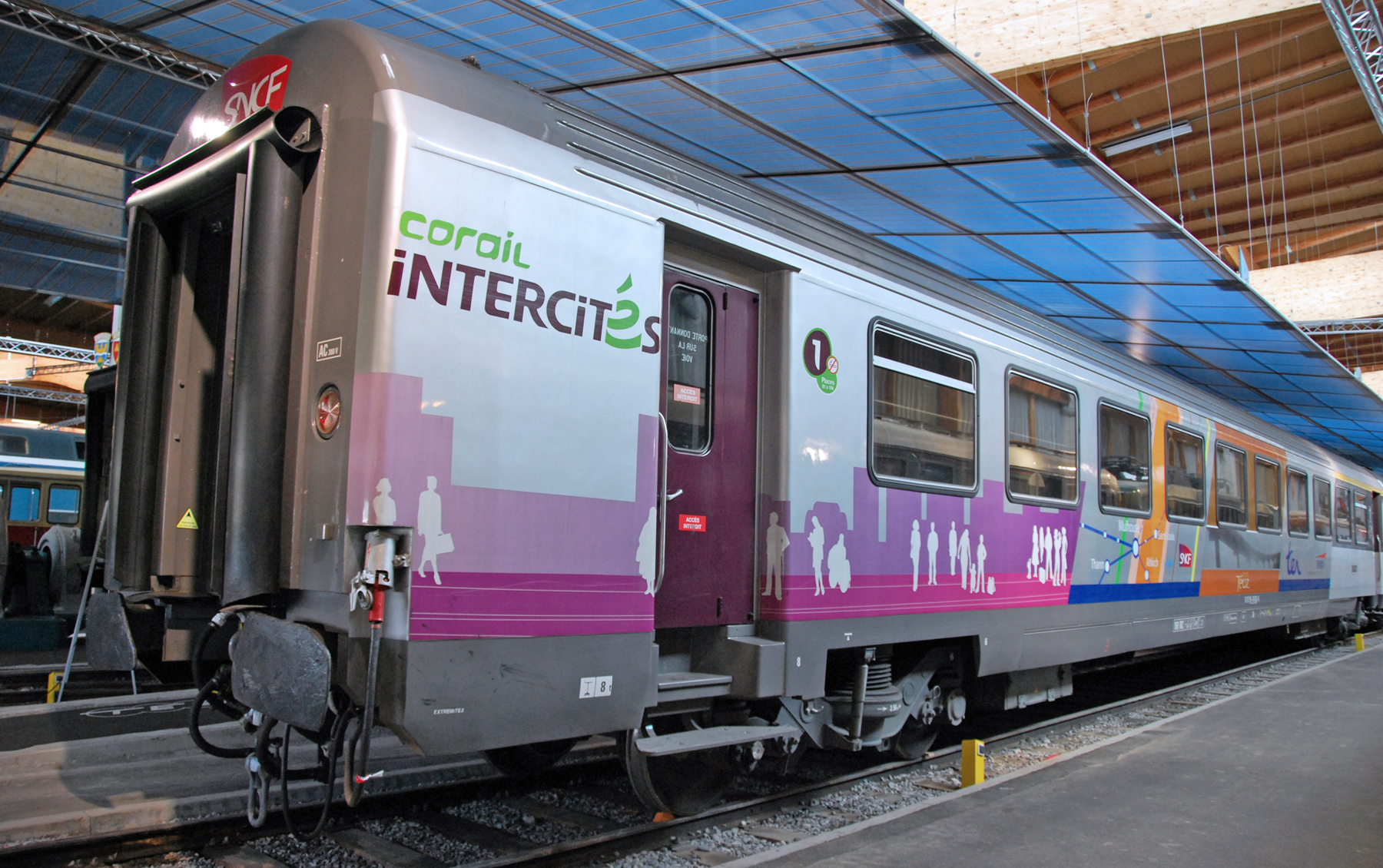
Corail A10 TU exposée à la Cité du train.

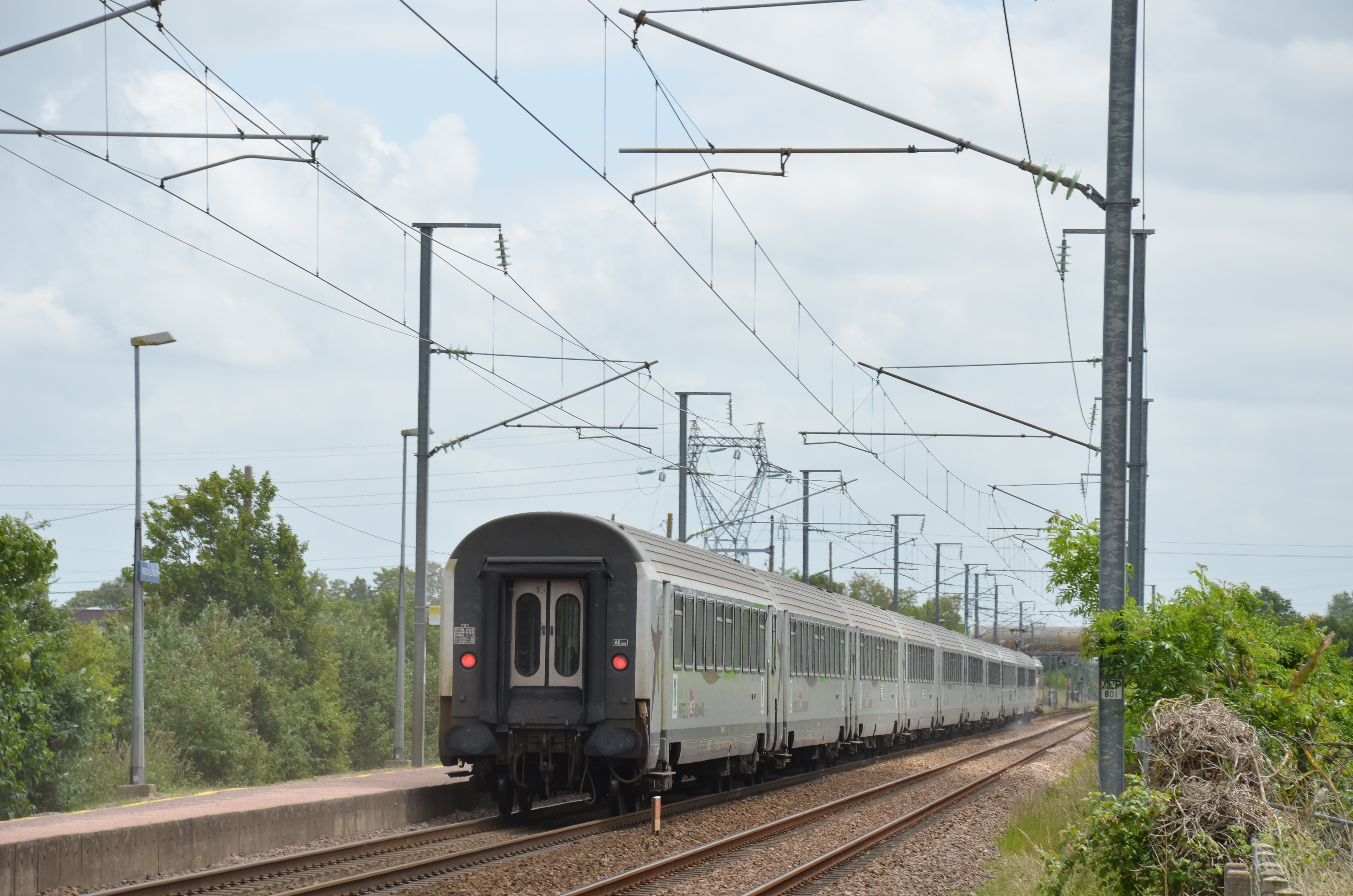
Arrière d'une voiture Corail de la région Basse-Normandie.

À l'origine, les Corail ont revêtu une livrée blanche avec un bandeau anthracite au niveau des fenêtres et des portes orange. Un bandeau de couleur en lisière du toit indiquait la classe de la voiture (jaune pour la première et vert pour la seconde). L'intérieur était à base de moquette bleu foncé et de tissu rouge en première classe et de sol plastique bleu foncé et de skaï brun-orangé en seconde classe.
Pendant les années 1990, une nouvelle livrée est appliquée, les voitures deviennent gris béton, le bandeau anthracite subsiste, il est souligné par une bande blanche sur toute sa longueur et les portes (dorénavant similaire au TGV) sont de deux couleurs (vert pour la seconde, rouge pour la première). L'intérieur est aménagé sur le même principe que les TGV, fauteuils tissus noirs et gris avec moquettes et rideaux rouges en première, sièges tissus gris et verts avec rideaux verts et moquette grise en seconde). Une variante Corail+ est proposée à la fin des années 1990 proposant une peinture des portes différentes (continuation du gris béton et de la bande blanche sur le bas de porte et conservation de la couleur liée à la classe sur le haut). Les rares voitures-restaurants subsistant prennent la livrée Corail avec des portes jaunes.
Au début des années 2000, une partie du parc, circulant entre Paris – Strasbourg, Paris – Clermont-Ferrand, Paris – Limoges – Toulouse – Cerbère, ainsi qu'entre Bordeaux - Toulouse - Marseille - Nice, est totalement rénovée. Il s'agit de la livrée Téoz. La livrée extérieure devient jaune pour la première, bleue pour la seconde et verte pour la voiture-services. Différentes nuances et des visuels s'ajoutent à cette livrée. L'intérieur est totalement revu : blanc, ivoire et crème pour la première, bleu, blanc et crème pour la seconde. Les compartiments disparaissent comme le couloir central, différentes configurations sont proposées pour les sièges, cassant la linéarité des voitures classiques et donnant un aspect de salon. La voiture-services est séparée en plusieurs espaces (point d'information, salle de jeux pour enfants, salle de jeux de société, local de service, tables à langer).
Depuis la régionalisation et le versement de rames corail au parc TER, les variantes de livrées sont nombreuses.
Ainsi, la livrée TER générique, gris béton avec une bande bleue en bas de caisse et un logo TER accompagné du logo de la région concernée, se rencontre. L'intérieur est à base de sièges bleus et gris et rideaux gris en seconde et de fauteuils gris et rouges avec rideaux gris en première.
Il existe plusieurs variantes de TER, la livrée Alsace V200, Bourgogne, Languedoc-Roussillon, TER Vallée de la Marne, Aqualys, Interloire, PACA, Téoz, Intercités.
À partir de 2007, certaines voitures Corail affectées au service Intercités ont été rénovées. C'est notamment le cas des Corail Basse-Normandie et des Corail Haute-Normandie, qui arborent aujourd'hui une livrée spécifique. Les voitures Basse-Normandie arborent une livrée grise, aux motifs étoilés. Les portes prennent une couleur nouvelle, violette en première classe, verte en seconde. Les aménagements intérieurs sont revus, la moquette est généralisée en seconde classe, chaque rangée de siège reçoit une prise électrique, les sièges en seconde classe virent au gris avec des têtières vertes, les sièges en première sont dorénavant couleur prune à têtière blanche. L'ensemble des rideaux des rames deviennent gris. Les voitures Haute-Normandie arborent la même couleur grise que les voitures Basse-Normandie, les motifs deviennent à cercles et bulles. L'aménagement intérieur est fortement revu, les sièges prenant une toute nouvelle forme similaire à ceux des Z 26500 de la même région. Les sièges en seconde sont couleur prune agrémentés de têtières aux couleurs vertes, blanche ou rouge. Les sièges de première classe sont gris aux têtières vertes. Les rideaux sont remplacés par des stores coulissants. La couleur des sièges est donc inversée entre les voitures Basse-Normandie et Haute-Normandie. Les couleurs de portes sont également inversées, prunes pour la seconde classe, vert pomme pour la première classe.
Les voitures-restaurants « Gril-Express » ont été peintes en livrée Corail (d'origine) à partir des années 1980.
Toutes les voitures du parc sortant de révision et destinées aux relations Intercités sont repeintes en Carmillon. Une nouvelle livrée commune à tous les matériels aux couleurs de la SNCF est appliquée : voiture gris clair, portes Carmillon (dégradé carmin et vermillon aux couleurs SNCF) et bandeau noir aux fenêtres. Une bande Carmillon surmonte le bandeau noir. Les aménagements intérieurs ne sont généralement pas modifiés : certaines conservent leurs intérieurs Roger Tallon des années 1990 (gris-rouge en 1re et gris-vert en 2de), d'autres conservent leur intérieur de la fin des années 2000 (violet en 1re et vert pomme-gris en seconde). Les anciennes voitures Téoz arborent aujourd'hui cette livrée. Leurs aménagements intérieurs ont été quelque peu modifiés, mais la disposition générale est conservée (sièges, éclairage…).

### Matériel de nuit

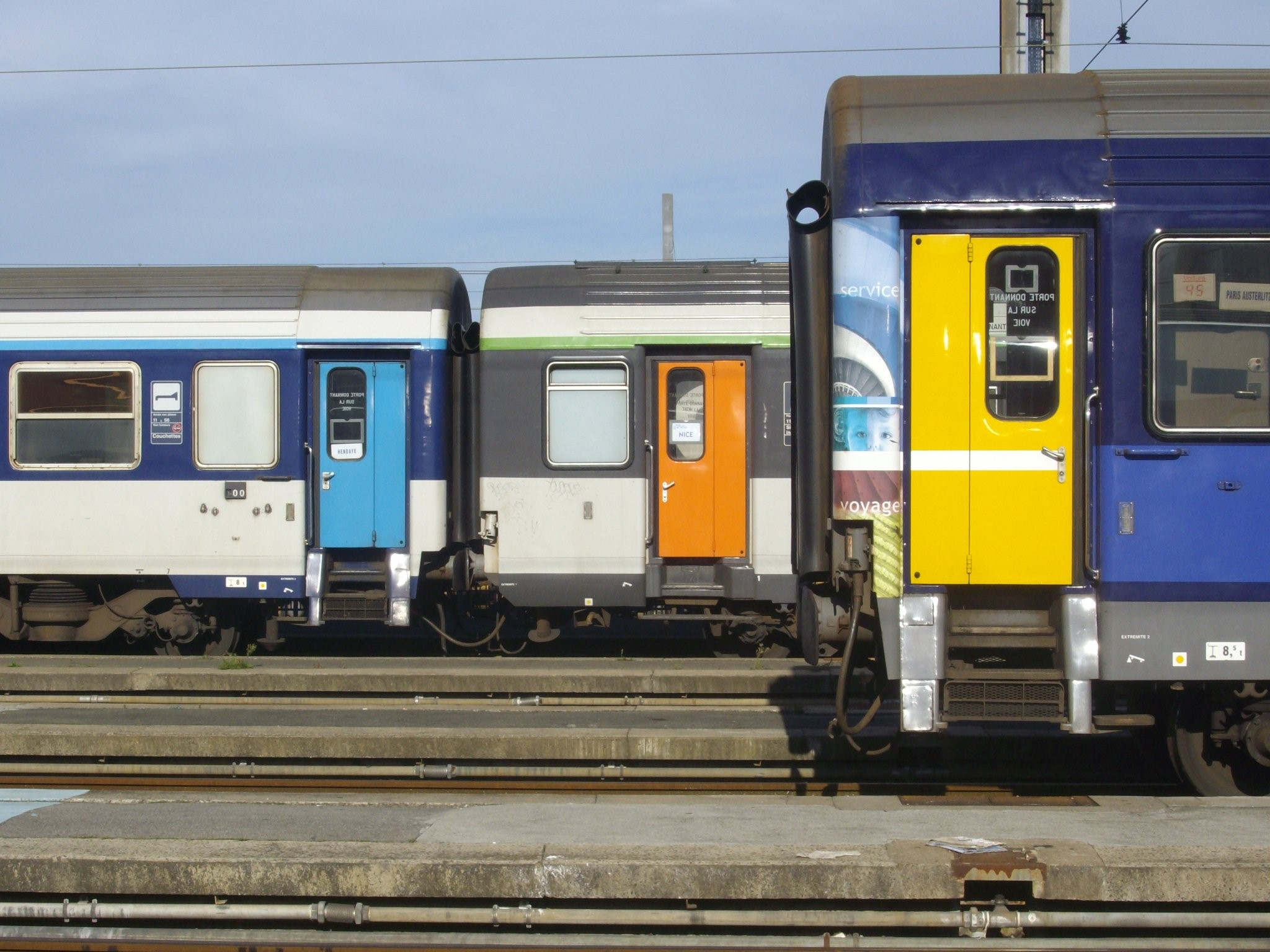
Portes des livrées Corail, nuit et Lunéa.

Les voitures de nuit ont d'abord revêtu une livrée blanche avec un bandeau bleu nuit au niveau des fenêtres et des portes bleu ciel (couchettes à compartiments polyvalentes adaptables à première/seconde en fonction de la demande) et blanches (voitures couchettes première et voitures couchettes seconde). Une bande verte (seconde) , jaune (première), bleu ciel (polyvalente) surmonte la bande bleu nuit tout en indiquant la classe de la voiture.
Avec le programme Lunéa dans les années 2000 plusieurs voitures revêtent une livrée bleu nuit et une bande bleu isabelle en première, bleu isabelle avec bandeau bleu nuit en seconde et des motifs visuels gris et jaunes avec portes jaunes. Un mélange des deux livrées avec des motifs supplémentaires habille la voiture services avec des portes bleues.
Depuis 2011, les voitures sortant de révision revêtent la livrée Carmillon nuit. Voiture blanche, portes Carmillon (dégradé Carmin, vermillon aux couleurs SNCF) et bandeau noir sur les fenêtres. Une bande carmillon surmonte la bande noire.
En 2023, les voitures de nuit sortant de révision ont un toit peint en blanc afin de moins chauffer au soleil.

## Les Corail aujourd'hui

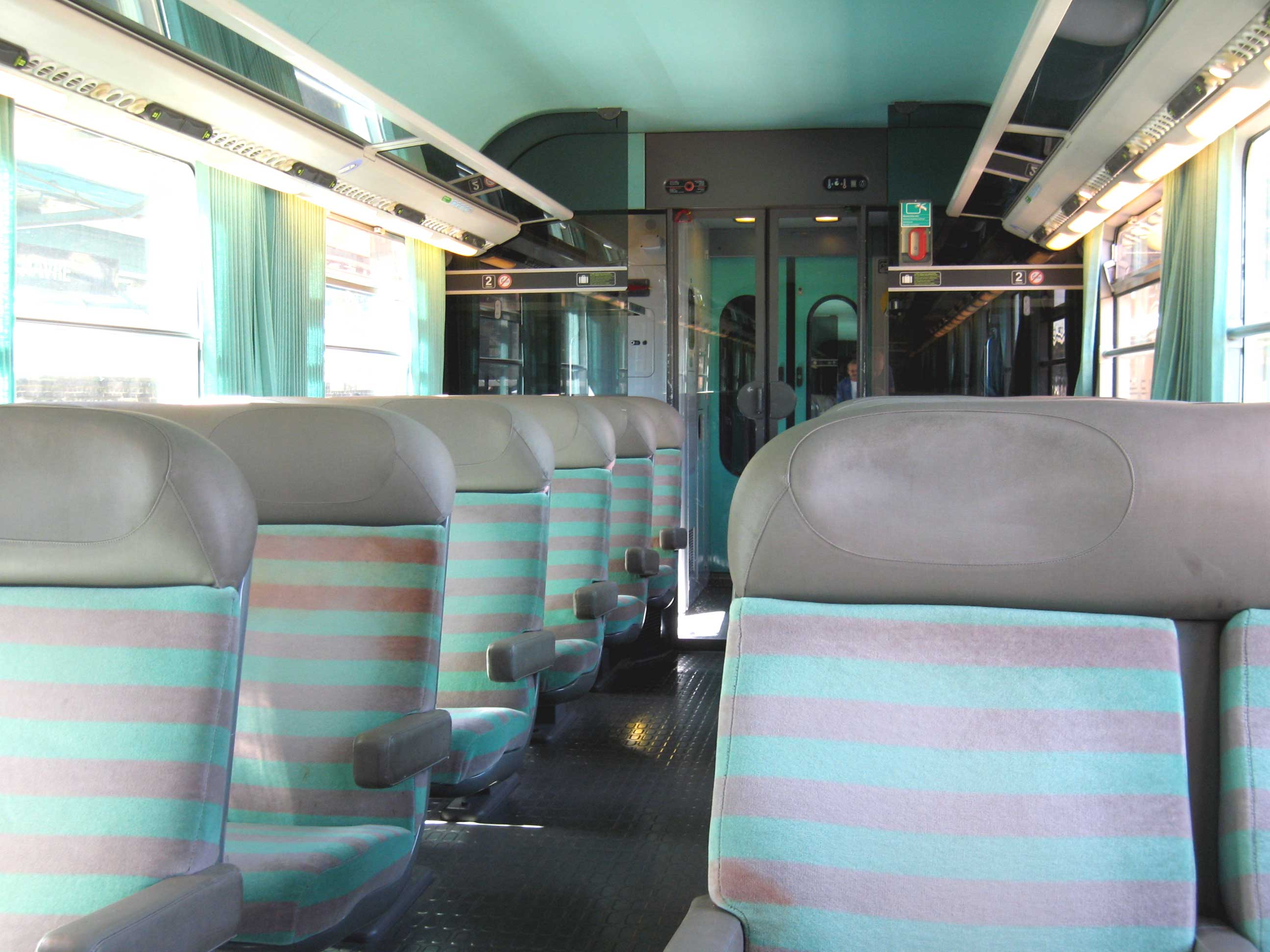
Intérieur d'une voiture Corail « plus » de 2e classe à allée centrale (Vtu).

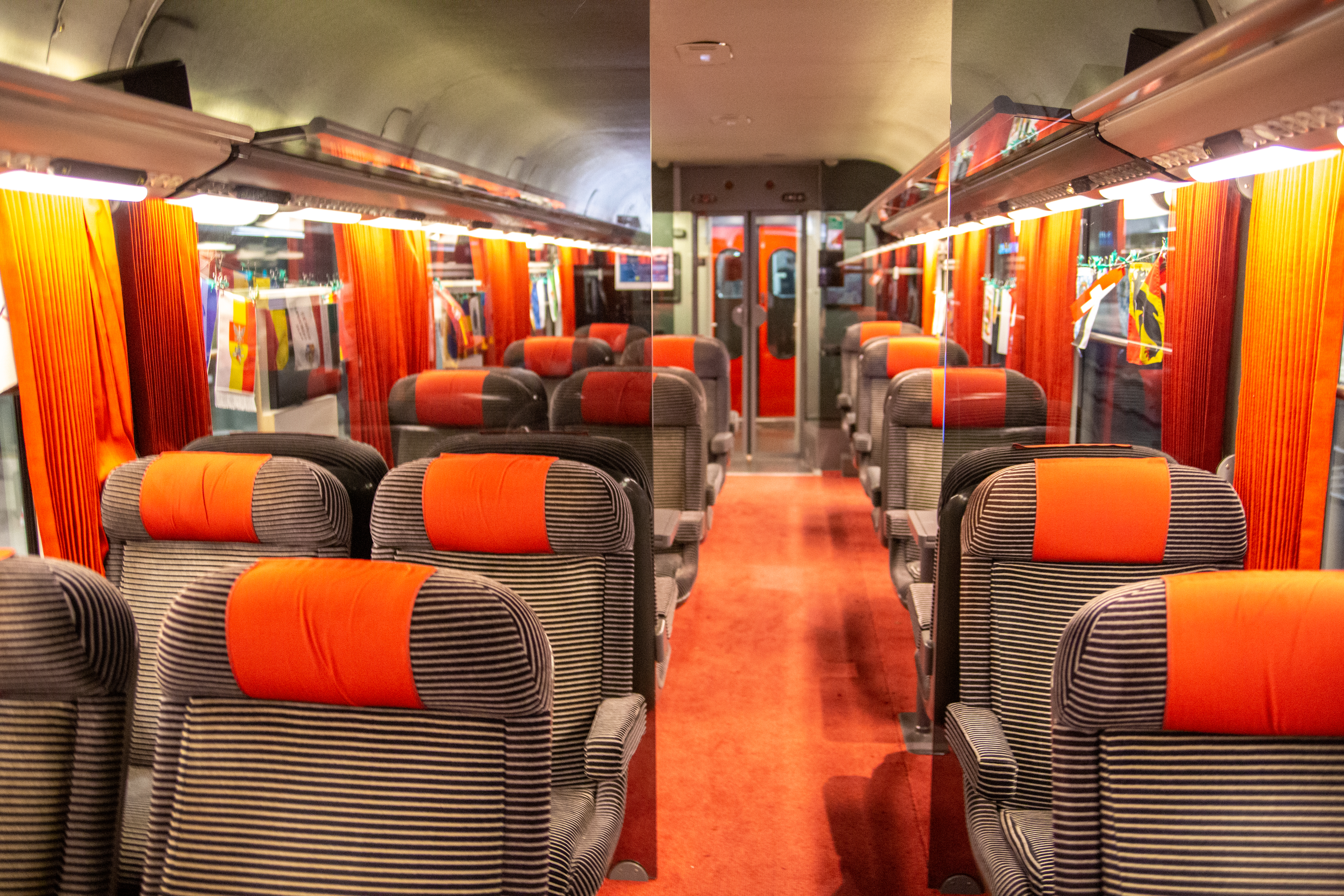
Intérieur d'une voiture Corail « plus » de

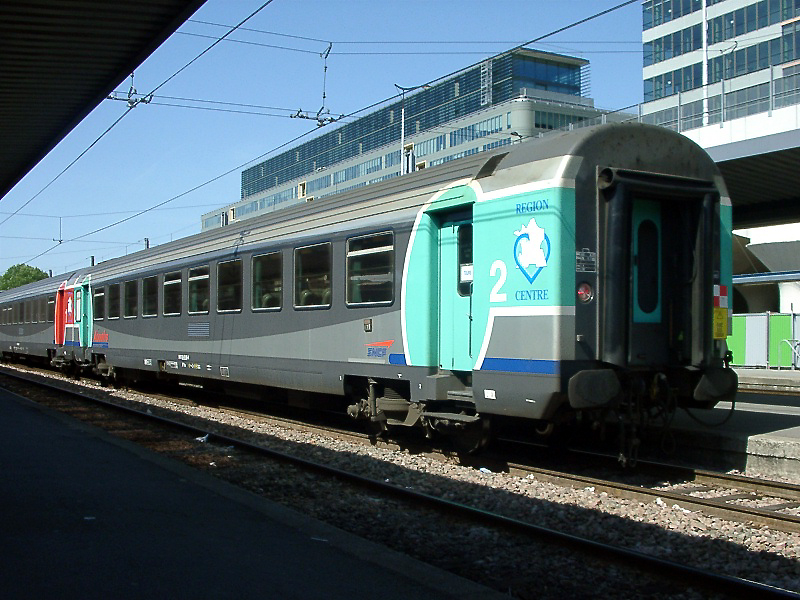
Voitures Aqualys, rachetées par la région Centre pour TER.

Ces voitures assurèrent un service de qualité sur les grands axes. Leur image commençant à dater, souffrant de la comparaison avec les TGV, la SNCF décida de les moderniser en 1995. Une nouvelle livrée dite Corail Plus leur fut appliquée, en plus de la refonte de leur intérieur, inspiré du TGV. Le gris clair fut remplacé par du gris métallisé souligné d’une bande blanche. Comme pour le TGV, les portes d’accès devinrent rouges en première classe, vertes en deuxième.
D’autres voitures surnuméraires, rendues libres par le développement du TGV, furent vendues à des conseils régionaux pour être utilisées en TER. Elles adoptèrent différentes livrées selon les régions.
Cette rénovation fut pourtant jugée insuffisante et, en 2003, sont dévoilées trois voitures Téoz lors de l’exposition « Train-Capitale », sur les Champs-Élysées, où une voie provisoire est même installée pour une présentation statique. Ces voitures rénovées équipent aujourd'hui les trains sur les grandes lignes non desservies par TGV, l'amélioration du confort étant censé compenser la vitesse moindre. Elles se distinguent par une allée centrale décalée au centre de la voiture, offrant en 2e classe quelques rangées de 3 places + 1 au lieu du schéma 2 + 2. Une voiture multiservices B3Su voit le jour, avec espace enfant et rangement vélos. Une voiture de 1re classe à 5 compartiments et la B7tu offrent un espace fumeurs.
Composition des rames Téoz :
B7tu - B9tu - B9tu - B9tu - B3Su - A8tu - A5t2u
Un contingent de voitures-couchettes rénovées assure les trains de nuit intérieurs, avec des compartiments d’une à quatre personnes en 1re classe, et de six personnes en 2e classe.
En 2007, la famille des Corail était encore presque complète après trente ans de service. C'est la dernière grande commande de voitures, mises à part les commandes de rames régionales ou de banlieue (RIB et RIO, RRR, VO 2N, etc.).
Depuis le 5 janvier 2012, l'appellation « Corail » a été supprimée des noms des produits commerciaux. En effet, les noms « Corail Téoz », « Corail Lunéa », « Corail Intercités » et « Corail » sont tous regroupés en un seul nom, « Intercités ».
En 2017, la famille des Corail a commencé à perdre des unités. Les commandes d'autorails à grande capacité et l'ouverture de la LGV Rhin-Rhône, qui a libéré partiellement les voitures Corail assurant les trains Paris – Belfort – Mulhouse et Lyon – Strasbourg, ont stabilisé les retraits de ce matériel emblématique. Jusqu'à la prochaine livraison d'automoteurs — destinés à remplacer tous les Corail des Intercités et certains TER —, de la période 2017-2020.
Les plus récentes rénovations des voitures livrées après 1984 devraient leur permettre de durer encore près de dix années. Elles seront bientôt[Quand ?] limitées uniquement aux trajets courts des TER.
Certaines voitures, modernisées ou non, ont été ou seront vendues d’occasion.

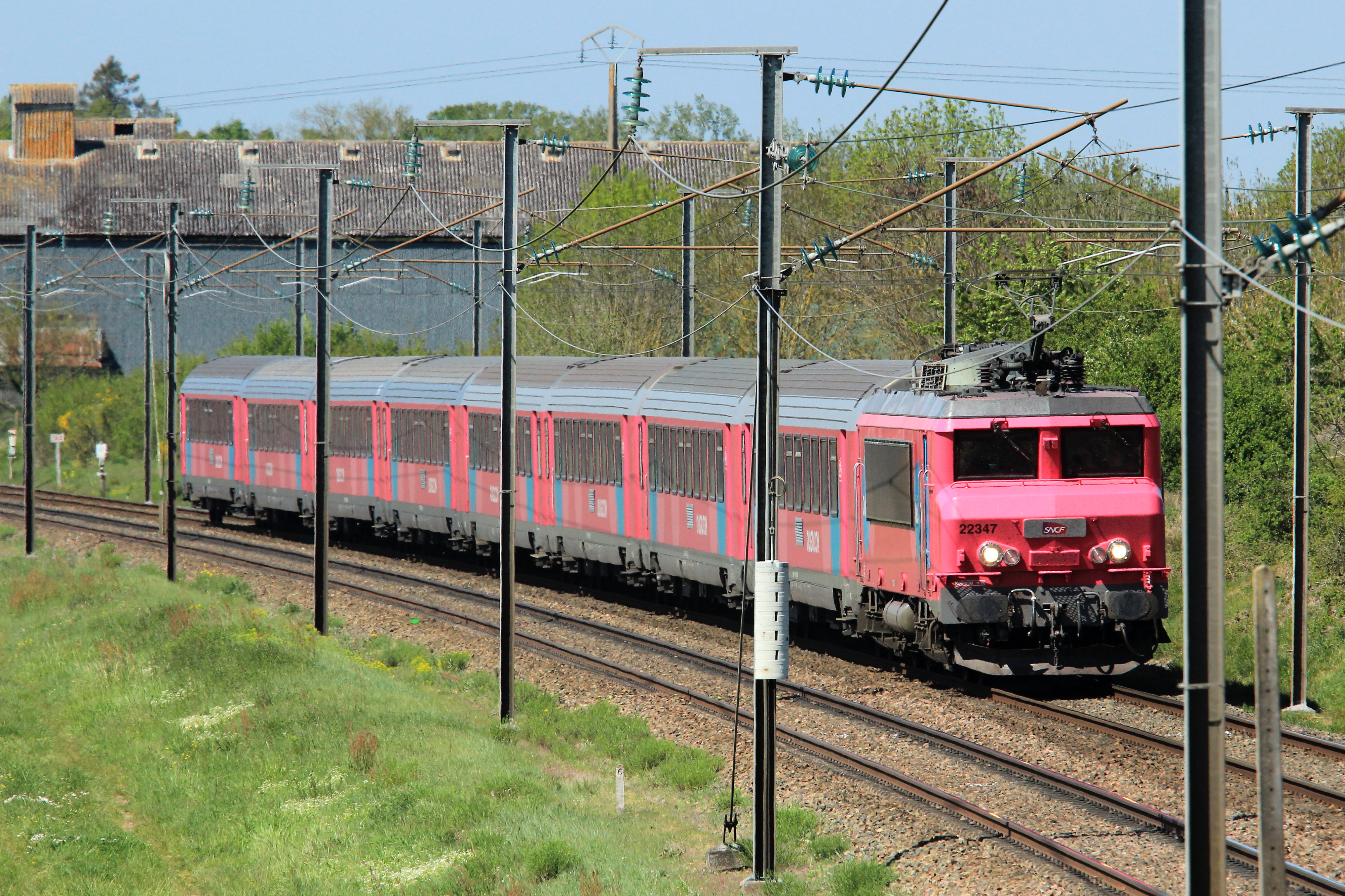
Voitures Ouigo Train Classique.

À partir du 11 avril 2022, des rames Corail de 2de classe, repeintes avec une livrée majoritairement rose, sont affectées aux liaisons Ouigo Train Classique.

## Radiation
Les voitures sont progressivement radiées de la circulation et recyclées :
- à Chalindrey, par Geodis depuis 2014[17], jusqu’en 2016 où s'est produit un incendie dans la rotonde. Une nouvelle usine de démantèlement a été ouverte sur place en 2021[18] ;
- au Mans, dans d'anciens technicentres SNCF[19].

## Les Corail à l'étranger
De nombreux pays ont acheté ou font rouler des voitures Corail construites en France ou localement : le Portugal (CP), l'Espagne (RENFE), le Maroc (ONCF), la Roumanie (CFR), le Chili, l'Argentine, l'Iran, le Monténégro, le Luxembourg (CFL) avec seize voitures initialement co-financées puis rachetées qui y ont circulé entre 2008 et 2010, l'Italie (Arenaway), les Pays Bas (NS), la Belgique (SNCB) et la Turquie (TCDD).

### Maroc

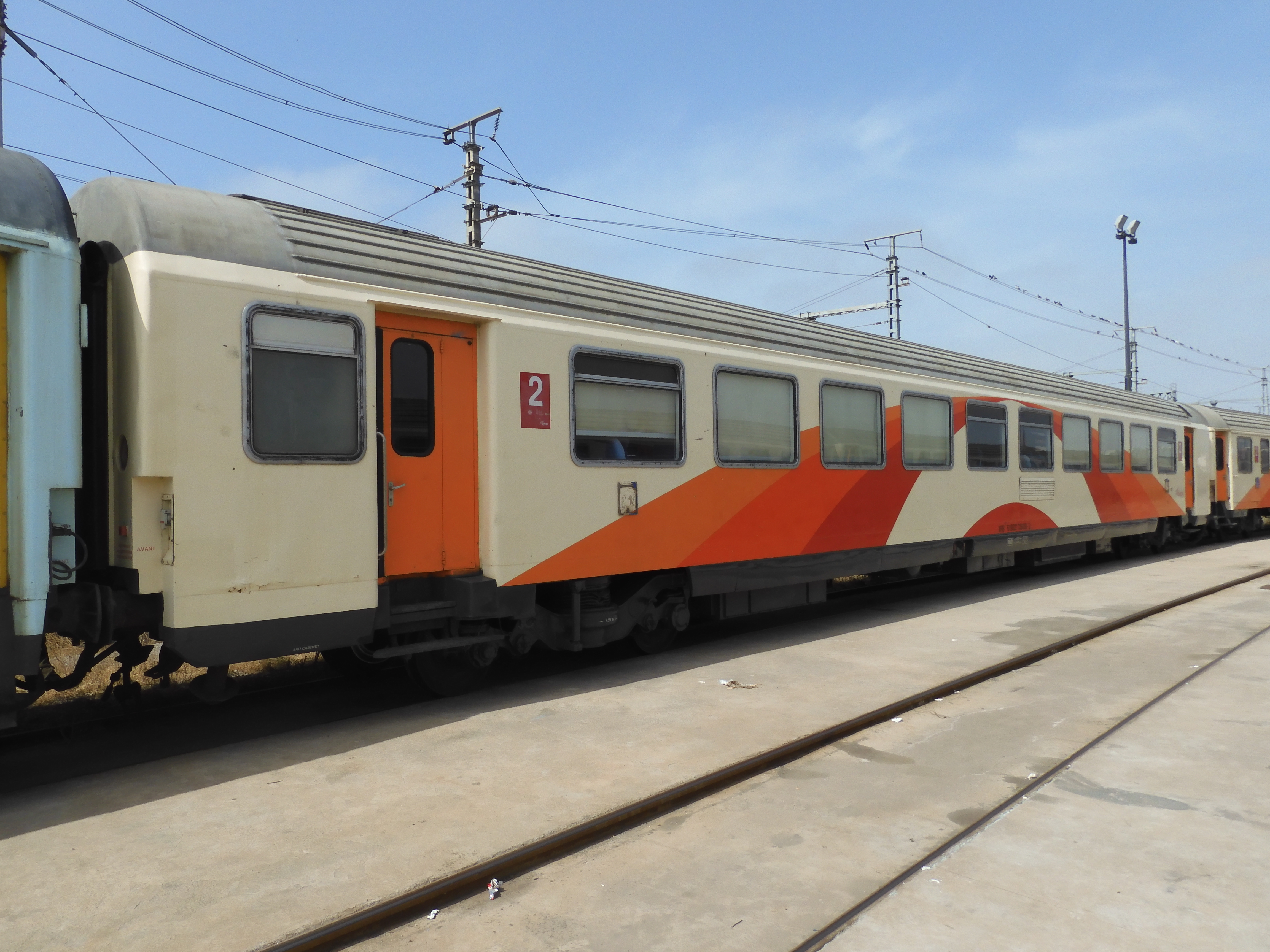
Vtu^{75} rénovée par la SCIF.

Le Maroc accueille le plus grand nombre de voitures Corail circulant en dehors de la France. Les livraisons de voitures fabriquées en France ont commencé en 1975 ; à partir de 1983, elles seront assemblées localement, dans l'usine de la Société chérifienne de matériel industriel et ferroviaire (SCIF).

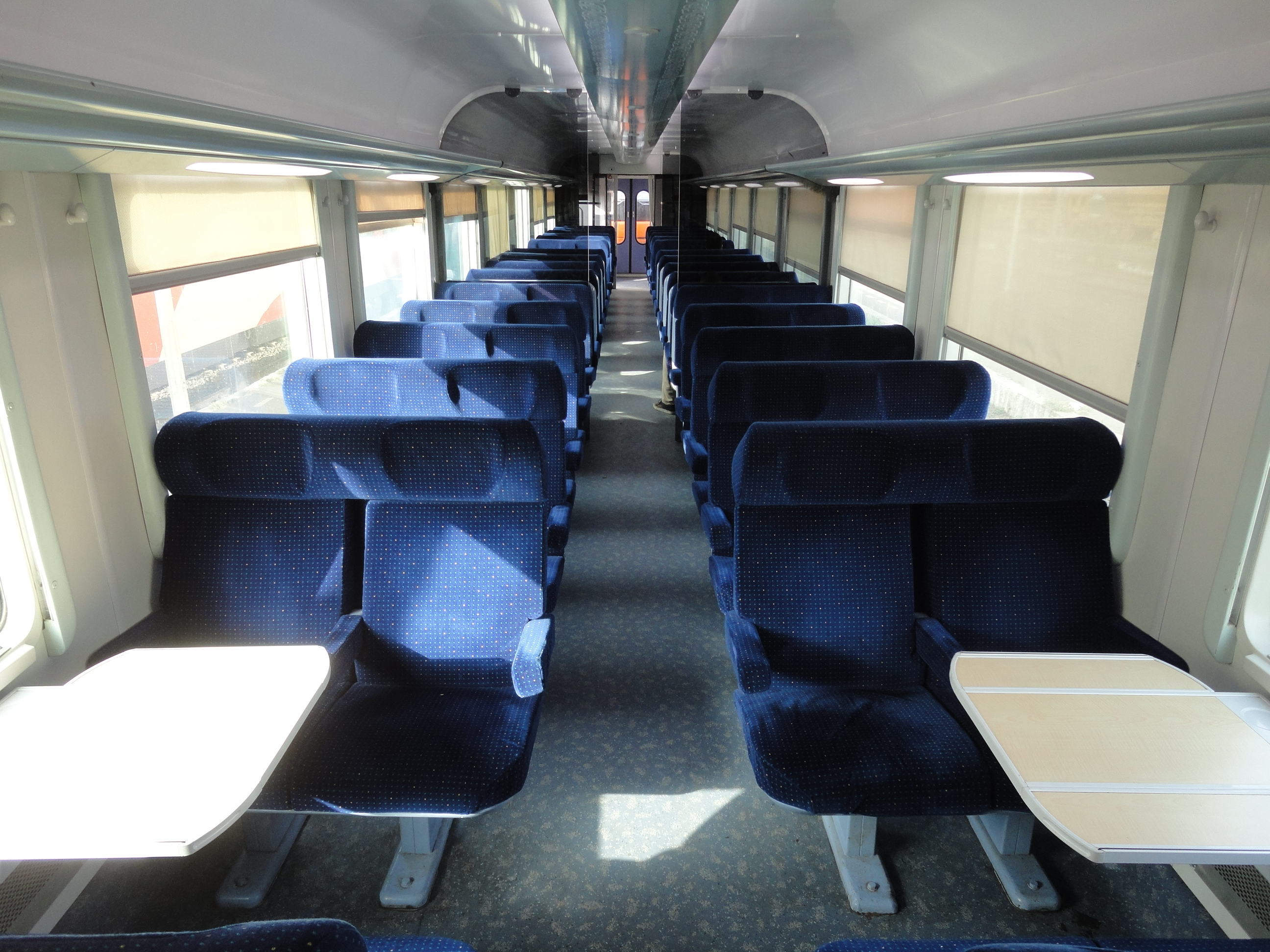
Vtu^{75} : intérieur rénové par Faiveley et la SCIF.

Les voitures Corail de l'ONCF sont caractérisées par leurs aménagements intérieurs quasiment identiques aux voitures UIC, banquettes incluses. Environ 300 voitures sont ainsi assemblées.
En 1990, des voitures Vu, sans compartiment et à couloir central, sont construites pour servir la ligne navette rapide Casablanca – Kénitra. À partir de 2007, 85 voitures radiées de la SNCF sont rachetées d'occasion et rénovées. Un autre lot de voitures Corail et de VSE est récupéré en 2009, portant le nombre des voitures ex-SNCF à 140, permettant d'augmenter ainsi le nombre de trains sur les axes Marrakech – Fès et Tanger – Casablanca.
Le parc actuel de voitures Corail est constituée de voitures assemblées par la SCIF et de voitures rachetés auprès de la SNCF. Toutes ces voitures ont été rénovées, dans leur intérieur comme de leur extérieur, par la SCIF à partir des années 2010.
Les voitures Corail de jour disposent d'une livrée beige claire et d'un arc de cercle d'une nuance vers l'orange au rouge, ce qui peut rappeler le logo de l'ONCF. Les voitures de 1re et de 2e classes sont facilement reconnaissables par la couleur des portes : jaune pour la 1re et orange pour la 2e.
L'intérieur les voitures de 1re classe (compartiment ou couloir central) ont une couleur principalement blanc cassé. Les sièges sont d'une couleur violette et d'un motif floral en rose et bleu. Les voitures de 2e classe (compartiment ou couloir central) sont, à l'intérieur, constitué d'une livrée beige claire et de sièges de couleur bleue.
Certaines des voitures Corail de jour ont été reconverties en voitures de nuit de type couchette (4 lits) ou en lit-single, afin de remplacer les voitures T2. Elles disposent d'une livrée à l'extérieure similaire à celle des voitures Corail de jour. Cependant, les couleurs sont différentes, avec un fond bleu clair et d'un arc de cercle d'une nuance de bleu clair vers du bleu foncé. Les portes sont quant à elles peinte en jaune.

### Portugal

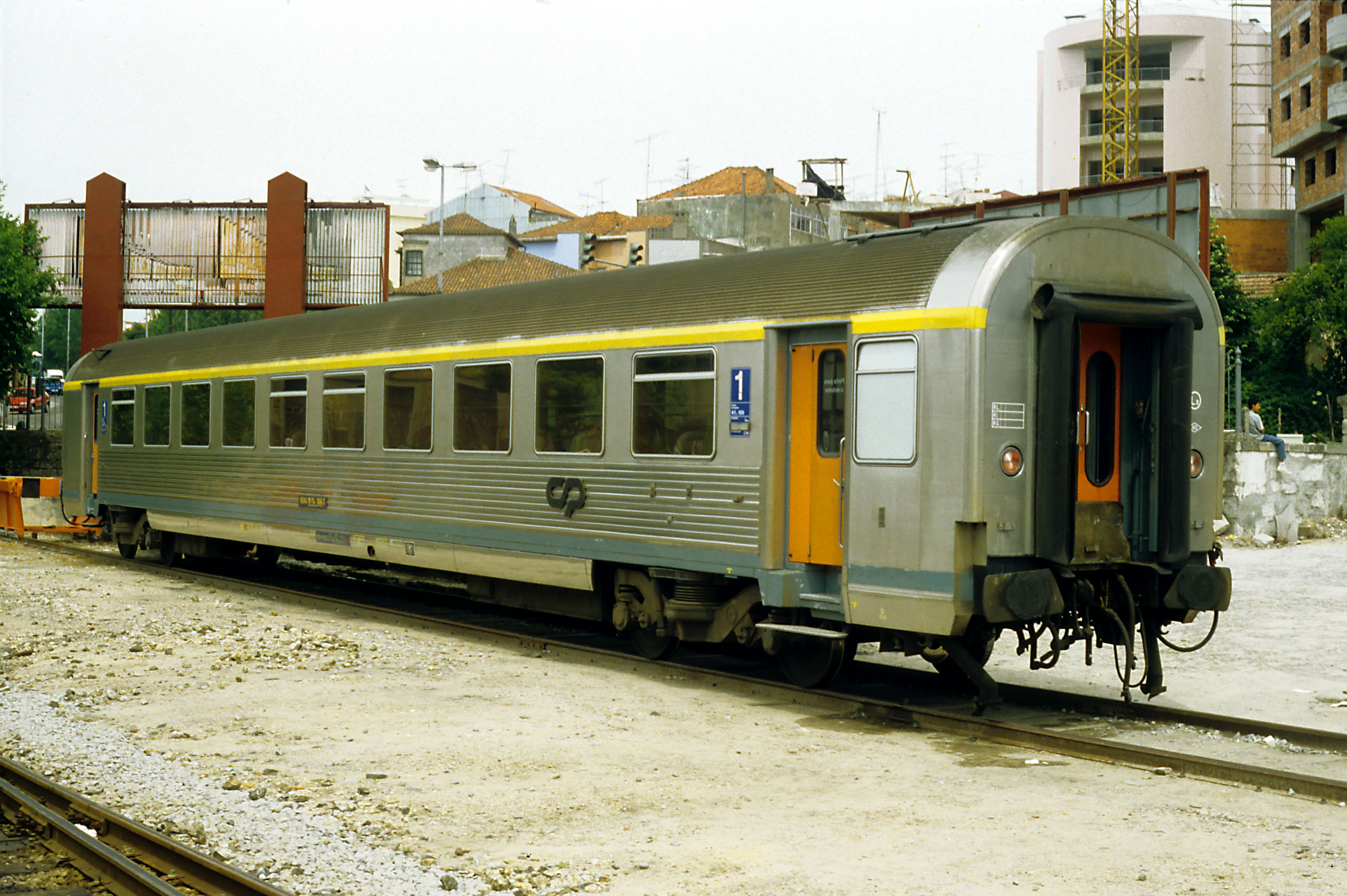
Voiture Corail des CP en acier inoxydable.

Les chemins de fer portugais ont aussi une série de voitures Corail. Construites en 1985 au Portugal par Sorefame, sur autorisation d’Alstom avec une structure en acier inox (technologie héritée par Sorefame de Budd Co. et appliquée massivement depuis la fin des années 1950 dans la construction de voitures à voyageurs, locomotives et automotrices). À part leur matériau, les Corail des CP sont similaires aux Vtu 78.
Ces voitures ont commencé leur carrière à partir du 13 octobre de 1986 dans les services Rapides existantes à la Ligne du Nord. Avec la livraison de toutes les voitures, en mai de 1987, le nouveau service Alfa Lisbonne-Porto a été mis en scène. Un an après, ces voitures assurent aussi les trains IC - Intercidades (InterCités) Lisbonne-Porto et Lisbonne-Porto-Braga.
En 1994, des séries excédentaires de voitures Sorefame ont été modernisées avec des conditions de circulation similaires à celles des Corails pour les trains Intercidades, afin de doter tous les trains de ce type avec les mêmes conditions de circulation (160 km/h, climatisation, nouveaux intérieurs…).
Avec la mise en service des trains pendulaires du type Alfa Pendular de conception italienne similaires à ceux exploités par les Chemins de fer italiens, en 1999, le service Alfa assuré par une rame remorquée (avec locomotive et voitures) a cessé de circuler et le nom a été repris avec les mêmes compositions, les voitures Corail ont été affectées aux trains Intercidades.
Depuis 2001, la série a reçu une petite modernisation ; 8 voitures de première classe (19-74 011 à 018) ont été transformées en voitures de deuxième Classe (21-74 030 à 037) et une des voitures spéciales « Alfa Club » (19-74 019), a été transformée en voiture VIP, roulant pour des services spéciaux, qui pourrait être utilisée dans quelque service IC ou des trains spéciaux.
En octobre 2006, après divers tests, l’UIC autorise ces voitures à circuler à 200 km/h, les tractions à cette vitesse sont réalisées avec des locomotives de la série 5600.
En 2008 et 2016, le parc a connu des nouvelles livrées.
La voiture VIP a été radiée en 2011 afin d'être transformée en voiture de 2e Classe mais retourne finalement en 2020.
Ces voitures, encore très nombreuses dans les services rapides des CP, seront toutes modernisées jusqu'à 2026.
Caractéristiques :
- Constructeur : Sorefame, sous autorisation d’Alsthom (France) et Budd Co (États-Unis).
- Année de Construction : 1985.
- Modernisation : 2001 à 2004; 2022 à 2026
- Numérotation UIC :
  - 61 94 21-97 001 à 029 et 61 94 21-97 030 à 037 - 2e classe ;
  - 61 94 19-97 001 à 010 - 1re classe ;
  - 61 94 85-97 001 à 010 - 1re/Bar ;
  - 50 94 89-97 001 - Corail VIP.
- Vitesse maximale : 200 km/h.
- Type de bogies : Y 32 P.
- Longueur hors tout : 26,4 m.
- Écartement : 1 668 mm.

## Dans la culture
- Dans le livre d'illustrations pour enfants intitulé Martine prend le train, de la série Martine, paru en 1978, l'histoire s'inspire de la réalité en illustrant un train Corail, dessiné à l'identique pour son intérieur comme pour son extérieur.

## Modélisme
Des modèles réduits des voitures Corail sont ou ont été proposés par :
- échelle H0 :
  - voitures Vtu : CEMP/Mougel (1977), Roco (1977, modèles raccourcis), Lima, Rivarossi, Piko, Roco (2007, modèles à l'échelle), LS Models (2008) ;
  - voitures Vu : Jouef (1977), CEMP/Mougel (1978), Lima (1985), Piko, Roco ;
  - voitures VSE : Roco, Märklin, LS Models.
- échelle N : Arnold, Lima, Piko, Roco.